# Віньоне (провінція Вербано-Кузіо-Оссола)
Віньоне (італ. Vignone, п'єм. Vijon) — муніципалітет в Італії, у регіоні П'ємонт,  провінція Вербано-Кузіо-Оссола.
Віньоне розташоване на відстані близько 550 км на північний захід від Рима, 120 км на північний схід від Турина, 3 км на північний схід від Вербанії.
Населення — 1187 осіб (2014).
Щорічний фестиваль відбувається 11 листопада. Покровитель — святий Мартин.

## Демографія
Населення за роками:

Станом на 1 січня 2023 року в муніципалітеті офіційно проживали 24 іноземці з 13 країн, серед них 8 громадян країн Євросоюзу та 5 громадян України.

## Сусідні муніципалітети
- Ариццано
- Бее
- Камб'яска
- Капреццо
- Інтранья
- Премено
- Вербанія